# Ceratohister leai
Ceratohister leai är en skalbaggsart som beskrevs av Dégallier och Michael S. Caterino 2005. Ceratohister leai ingår i släktet Ceratohister och familjen stumpbaggar. Inga underarter finns listade i Catalogue of Life.